# Traité de Perpignan (1279)
Ne doit pas être confondu avec Traité de Perpignan (1764).
Le traité de Perpignan (en catalan : tractat de Perpinyà) est un traité signé à Perpignan le 20 janvier 1279 entre le roi de Majorque, Jacques II, et son frère aîné, le roi d'Aragon, Pierre III.
Par ce traité, Jacques II s'engage à se rendre chaque année aux Corts Catalanes et à respecter, en Roussillon et en Cerdagne, les Usages de Barcelone, la loi applicable dans toute la principauté de Catalogne.